# Cristo de Tacoronte
El Santísimo Cristo de los Dolores y Agonía (más popularmente llamado Cristo de Tacoronte), es una imagen que representa a Jesús de Nazaret. Está situado en el retablo del altar mayor de la Iglesia o Santuario del Cristo en el municipio de Tacoronte, en la isla de Tenerife (Islas Canarias, España). 
El Cristo es el patrono de Tacoronte y de su imagen y su culto se encarga la Hermandad del Santísimo Cristo de los Dolores de Tacoronte. La talla del Cristo tacorontero se atribuye al escultor Domingo de Rioja. Es la segunda advocación de Cristo más venerada del Archipiélago Canario tras el Santísimo Cristo de La Laguna.

## Historia e iconografía
La imagen, llegada a Tenerife desde Madrid en el año 1661 por Tomás Perera de Castro, creó ciertos recelos ya que representa un hombre desnudo abrazado a la cruz, vivo a pesar de sangrar abundantemente por sus llagas abiertas en las manos, pies, rodillas y espaldas, más la de una lanzada en el costado, y cuyo pie izquierdo aplasta una calavera en torno a la cual se arrollaba una serpiente con una manzana en la boca. Su iconografía se basa en el Varón de dolores.
En el municipio sureño de Arona también en Tenerife existe otra representación del Varón de dolores bajo advocación del Santísimo Cristo de la Salud, si bien este Cristo es posterior al de Tacoronte, de la segunda mitad del siglo XVII y atribuido al escultor güimarero Lázaro González de Ocampo, el cual se cree que se inspiró en la imagen de Tacoronte. Siendo ambos las dos únicas representaciones en Canarias de esta iconografía de Cristo. 
El Cristo de Tacoronte tiene una gran similitud con la imagen del Santo Cristo de la Victoria de Serradilla (Serradilla, Provincia de Cáceres), también del escultor Domingo de Rioja, realizado en Madrid.

### La Santa Inquisición y el Cristo de Tacoronte
Insólita y desconocida, dicha talla causó preocupación a los comisarlos del Santo Oficio de Canarias tan aparentemente anómala representación de Jesucristo. La extrañeza de los inquisidores aumentaba al considerar cómo podía estar el Redentor a un mismo tiempo triunfando en su Pasión y doloroso, y cómo tal "irregularidad" podía adaptarse al texto escriturístico (Biblia). Algunos inquisidores juzgaron de horrible y sangrienta dicha representación cristológica.
El Santo Tribunal de Canarias envió a cuatro calificadores a reconocer la imagen, cuya censura remitió a la Suprema el 24 de abril de 1662. Don Tomás Pereyra de Castro que fue quién trajo al Santísimo Cristo a la isla de Tenerife les explicó a los inquisidores canarios de las nuevas innovaciones del arte cristiano que se estaba desarrollando en esa época en la España peninsular y que dado el aislamiento del Archipiélago Canario, aún no se conocía dicha iconografía en el archipiélago, de ahí la extrañeza de los inquisidores del Santo Oficio. Más tarde la inquisición autorizó el culto público y solemne a esta representación de Jesucristo.

## Fiestas

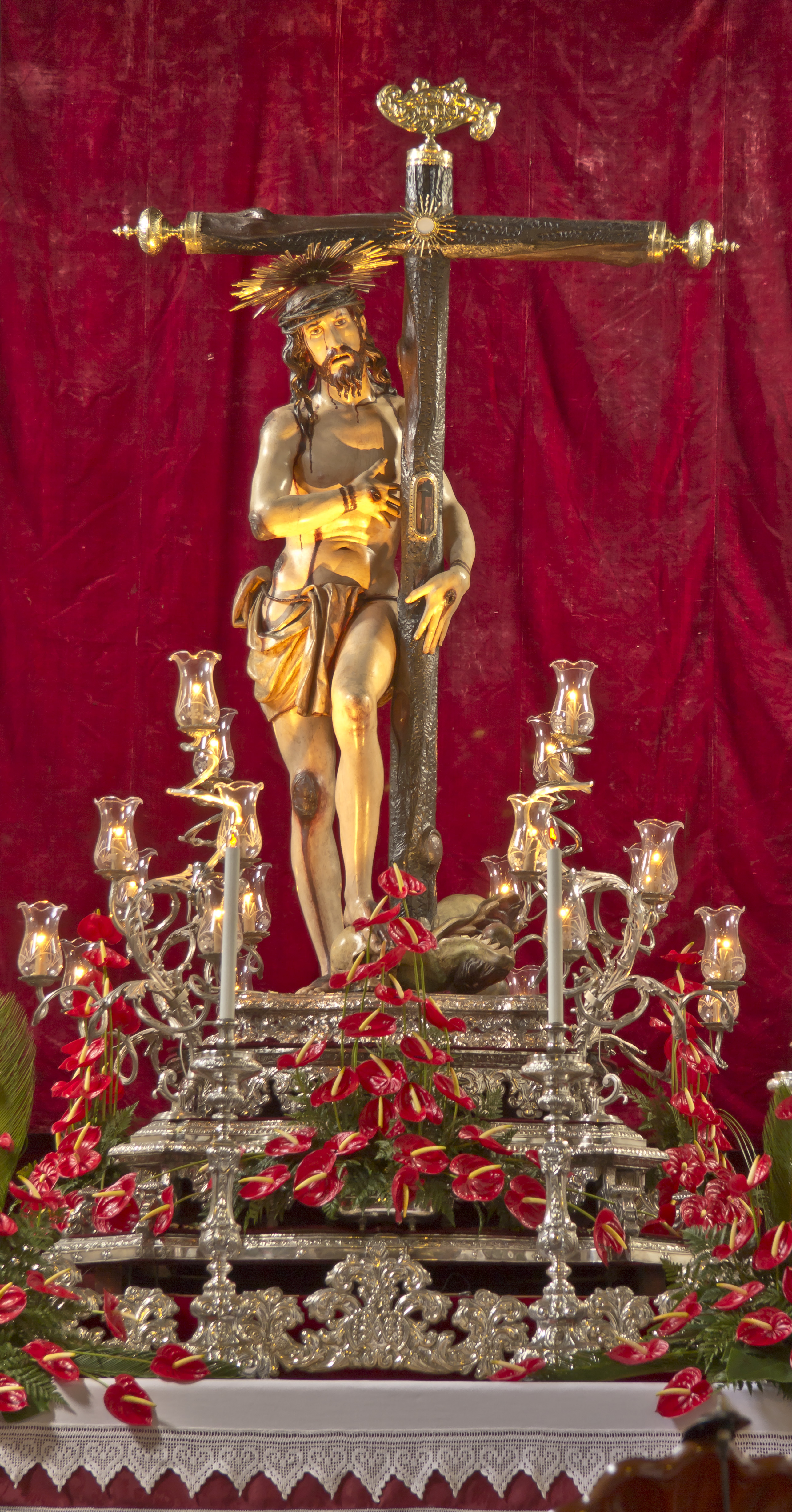
Imagen del Cristo en su trono durante sus fiestas de septiembre.

Las Fiestas en honor al Santísimo Cristo de los Dolores de Tacoronte se celebran durante prácticamente todo el mes de septiembre, siendo su día principal el 14 de septiembre (Día de la Exaltación de la Santa Cruz). Otro día importante es la Octava del Cristo, que se celebra a su vez el domingo siguiente a su Día Grande (alrededor del 23 de septiembre), esta última procesión es muy multitudinaria y a ella acuden gentes venidas de toda la isla de Tenerife, y del resto del Archipiélago Canario. Mención especial merecen los peregrinos que acuden desde la zona del Valle de Güímar, quienes han mantenido la tradición de peregrinar al Santuario del Cristo durante sus fiestas. En estas fiestas destacan sobre todo las galas de elección de la reina, los conciertos, las actividades deportivas y culturales y las cuatro procesiones del Cristo, siendo la más importante la del domingo de la octava.
Además de las Fiestas del Cristo, la imagen también sale en procesión por las calles tacoronteras en Semana Santa, la noche del Domingo de Ramos, acompañado por la imagen de la Virgen de los Dolores y la mañana del Domingo de Resurrección en solitario.

## Efemérides
- La Hermandad del Santísimo Cristo de los Dolores de Tacoronte, se encuentra hermanada tanto con la Pontificia, Real y Venerable Esclavitud del Santísimo Cristo de La Laguna (Tenerife), como con la Basílica de San Juan Bautista de Telde, como Santuario titular del Santísimo Cristo de Telde (Gran Canaria). Esto es debido a la gran veneración existente entre los católicos canarios por estas tres imágenes cristológicas.

- En 2011 se celebró el 350 aniversario de la llegada de la venerada imagen al municipio de Tacoronte. Para ello, la comisión encargada de celebrar este acontecimiento preparó una serie de actos conmemorativos. El tapiz central del Corpus Christi, en la plaza del Cristo, fue dedicado, entre otras cosas, al 350 aniversario de la llegada de la mencionada talla. Con esto, se dio el pistoletazo de salida a todos los actos que se desarrollarón a lo largo del año y, especialmente, durante sus fiestas mayores, en septiembre.

- En el marco de las Fiestas del Cristo de 2012, tuvo lugar el hermanamiento de los municipios de Tacoronte y Güímar. Este hermanamiento vino motivado por la especial devoción que sienten los güimareros por el Santo Cristo, devoción que motiva durante las fiestas una peregrinación anual cargada de emotividad y devoción.[4]

- En 2019 el Cristo tacorontero procesionó durante sus fiestas de septiembre con la imagen de Santa Catalina de Alejandría con motivo de que la talla de esta Santa (patrona de Tacoronte junto al Cristo) se encontraba en el Santuario del Cristo, pues la Iglesia de Santa Catalina estaba cerrada en obras de restauración.